# Parafia św. Mikołaja w Gójsku
Parafia pw. Świętego Mikołaja w Gójsku – parafia rzymskokatolicka należąca do dekanatu sierpeckiego, diecezji płockiej, metropolii warszawskiej. 

## Miejsca święte

### Kościół parafialny
Kościół pw. św. Mikołaja w Gójsku